# ادامز اسکوار (گلندال)
ادامز اسکوار، گلندال (به انگلیسی: Adams Square, Glendale) در ایالات متحده آمریکا است که در کالیفرنیا واقع شده‌است.

## خصوصیات
ادامز اسکوار ۱۵۳ متر بالاتر از سطح دریا واقع شده‌است.